# Amerikanska ursprungsspråk
Amerikanska ursprungsspråk är ett samlingsbegrepp för ett antal språk som talas eller har talats av Amerikas ursprungsbefolkning.

## Bakgrund
Arkeologiska fynd och DNA tyder på att de amerikanska kontinenterna befolkades genom invandring från Sibirien för cirka 10 000–17 000 år sedan. Det finns dock en långlivad uppfattning, som dock nu är i minoritet, att människor först anlände till de amerikanska kontinenterna för 30 000 år sedan. De första invandrarnas ättlingar spred sig från Alaska vidare söderut till resten av Nord- och Sydamerika. Det eller de språk som talades av dessa tidigare invandrare, och hur den nuvarande mångfalden av amerikanska ursprungsspråk uppstått är en mycket omdebatterad fråga. Det finns fakta som tyder på att talarna av Na-denespråk och eskimåisk-aleutiska språk anlände från Sibirien senare än den första immigrationsvågen.
Flera amerikanska ursprungsspråk har utvecklat sina egna skriftspråk, däribland mayaspråken och nahuatl, aztekernas språk. Senare har dessa och andra ursprungsspråk börjat skrivas med det latinska alfabetet eller den kanadensiska stavelseskriften för infödda folkslag. Aleutiska och tlingit skrevs först med det kyrilliska alfabetet och senare med det latinska alfabetet.
Efter Christofer Columbus ankomst till Amerika 1492 anlände stora mängder spanska, engelska, portugisiska, franska och holländska nybyggare och administratörer. Dessa språk utgör numera de officiella språken i de olika länderna på de amerikanska kontinenterna, även om Bolivia, Paraguay och Peru har ett eller flera ursprungsspråk som officiellt språk utöver spanskan. Det finns också ett betydande antal kreolspråk mellan olika amerikanska ursprungsspråk och europeiska språk.
De europeiska kolonisatörerna, och de stater som grundades av dem, varierade i sin behandling av de amerikanska ursprungsspråken, alltifrån välvillig försummelse till aktivt undertryckande. Men de spanska missionärerna använde de lokala språken när de förkunnade sitt budskap till ursprungsamerikanerna. De medverkade till att sprida quechua utanför dess ursprungliga geografiska område. 
Antalet talare av de olika ursprungsspråken varierar i hög grad. Medan quechua, aymara, guaraní och nahuatl har miljontals talare, har många språk i dag bara ett fåtal åldrande talare. De flesta ursprungsspråk är hotade och många är utdöda, då det inte längre finns någon som talar dem som modersmål.

## Uramerikanskt språkträd
Se även Kategori:Nordamerikanska ursprungsspråk och Kategori:Sydamerikanska ursprungsspråk
Amerikanska ursprungsspråken inbördes relationer är omstridda. Det enda som är någorlunda etablerat är en lång lista med ganska små språkfamiljer, se nedan. På högre nivå finns ingen konsensus bland lingvister. Joseph Greenberg har föreslagit den radikala hypotesen att samtliga ursprungsspråk kan inordnas i bara tre familjer, som kan motsvara tre vågor av invandrare till kontinenten. Greenbergs tre grupper är:
- Na-dene-språk: Athabaskiska språk och en handfull småspråk från Alaska och Kanada.
- Eskimåisk-aleutiska språk
- Amerindiska språk: alla övriga ursprungsspråk

Framför allt den amerindiska familjen är mycket omstridd.
Bland de mer etablerade språkfamiljerna är det två som talas i både Syd- och Centralamerika:
- Andisk-ekvatoriala språk
- Ge-pano-Caribspråk

Övriga familjer är begränsade till en del av den amerikanska dubbelkontinenten, och listas nedan efter delkontinent.

### Sydamerika
Enligt Campbell1997
| 1. Alacalufanska språk (2) 2. Arauanska språk (8) Arahuan, Arawán) 3. Araukiska språk (Chile, Argentina) (2) 4. Arawakspråk (Sydamerika & Karibien) (60) 5. Arutani-Sapespråk (2) 6. Aymaranska språk (3) (Jaqi, Aru) 7. Barbacoanska språk (6) Barbakóan) 8. Cahuapananska språk (2) Jebero, Kawapánan) 9. Catacaoanska språk (Katakáoan) 10. Chapacura-Wanhamspråk (9) Chapacuran, Txapakúran, Chapakúran) 11. Charruanska språk (Charrúan) 12. Chibchaspråk (Centralamerika & Sydamerika) (22) 13. Chimuanska språk 14. Chipaya-Uruspråk (Uru-Chipaya) 15. Chocospråk (10) Chocoan, Chokó) 16. Cholonanska språk 17. Chonspråk (2) (Patagonian) 18. Guahibospråk (4) 19. Guaykuruanska språk (Waikurúan) 20. Harákmbutspråk (2) Tuyoneri) 21. Jirajaranska språk (3) 22. Jivaroanska språk (4) Hívaro) 23. Karibspråk (29) 24. Katukinanska språk (3) Catuquinan) 25. Lule-Vilelaspråk (Lule-Viléran) 26. Macro-Gespråk (32) 27. Makuspråk (6) 28. Mascoyanska språk (5) (Maskóian, Mascoian) 29. Mataco-Guaicuruspråk (11) 30. Mosetenanska språk (Mosetén) 31. Muraspråk (4) (Muran) 32. Nambiquaranska språk (5) 33. Otomacoanska språk (2) Otomákoan) 34. Paezanska språk (6) Páesan) 35. Pano-Tacananska språk (30) (Pano-Takana, Pano-Tákanan) 36. Peba-Yaguanska språk (2) Yaguan, Yáwan, Peban) 37. Puinaveanska språk Makú) 38. Quechuanska språk (46) 39. Salivanska språk (2) 40. Timoteanska språk (2) 41. Tiniguanska språk (2) Tiníwan) 42. Tucanoanska språk (25) Tukánoan) 43. Tupispråk (70) 44. Uru-Chipayaspråk (2) 45. Witotoanska språk (6) Huitotoan, Bora-Witótoan) 46. Yanomamspråk (4) 47. Zamucoanska språk (2) 48. Zaparoanska språk (7) Sáparoan) | 1. Aikaná (Brasilien: Rondônia) 2. Ahuaqué (Auaké, Uruak, Awaké) 3. Andoque (Colombia, Peru) (Andoke) 4. Aushiri (Auxira) 5. Baenan (Brasilien: Bahia) (Baenán, Baenã) 6. Betoi (Columbia) (Betoy, Jirara) 7. Camsá (Colombia) (Sibundoy, Coche, Kamsá) 8. Candoshi (Maina, Kandoshi) 9. Canichana (Bolivia) (Canesi, Kanichana) 10. Cayubaba (Bolivia) 11. Cofán (Colombia, Ecuador) (Kofán) 12. Cueva 13. Culle (Peru) (Culli, Linga, Kulyi) 14. Cunza (Chile, Bolivia, Argentina) (Atacama, Atakama, Atacameño, Lipe, Kunsa) 15. Esmeralda (Takame) 16. Gamela (Brasilien: Maranhão) 17. Gorgotoqui (Bolivia) 18. Guamo (Venezuela) (Wamo) 19. Huamoé (Brasilien: Pernambuco) 20. Huarpe (Warpe) 21. Irantxe (Brasilien: Mato Grosso) 22. Itonama (Bolivia) (Saramo, Machoto) 23. Jotí (Venezuela) 24. Kaliana (Caliana, Cariana, Sapé, Chirichano) 25. Kapixaná (Brasilien: Rondônia) (Kanoé, Kapishaná) 26. Karirí (Brasilien: Paraíba, Pernambuco, Ceará) 27. Kaweskar (Alacaluf, Alakaluf, Kawaskar, Kawesqar, Qawasqar, Qawashqar, Halawalip, Aksaná, Hekaine, Chono, Caucau, Kaueskar, Aksanás, Kaweskar, Kawéskar, Kakauhau, Kaukaue) 28. Koayá (Brasilien: Rondônia) 29. Kukurá (Brasilien: Mato Grosso) 30. Leco (Lapalapa, Leko) 31. Maku (Macu) 32. Malibú (Malibu) 33. Mapudungu (Chile, Argentina) 34. Matanawí 35. Mocana 36. Movima (Bolivia) 37. Munichi (Peru) (Muniche) 38. Mutú (Loco) 39. Nambiquaran (Brasilien: Mato Grosso) 40. Natú (Brasilien: Pernambuco) 41. Old Catío-Nutabe (Colombia) 42. Omurano (Peru) (Mayna, Mumurana, Numurana, Maina, Rimachu, Roamaina, Umurano) 43. Otí (Brasilien: São Paulo) 44. Palta 45. Pankararú (Brasilien: Pernambuco) 46. Panzaleo (Ecuador) (Latacunga, Quito, Pansaleo) 47. Puelche (Guenaken, Gennaken, Pampa, Pehuenche, Ranquelche) 48. Puquina (Bolivia) 49. Resígaro (gränsområdet mellan Colombia och Peru) 50. Sabela (Ecuador, Peru) (Auca, Huaorani) 51. Sechura (Atalan, Sec) 52. Salumã (Brasilien) 53. Tairona (Colombia) 54. Tarairiú (Brasilien: Rio Grande do Norte) | 1. Taushiro (Peru) (Pinchi, Pinche) 2. Tequiraca (Peru) (Avishiri, Tekiraka) 3. Ticuna (Colombia, Peru, Brasilien) (Magta, Tikuna, Tucuna, Tukna, Tukuna) 4. Trumai (Brasilien: Xingu, Mato Grosso) 5. Tuxá (Brasilien: Bahia, Pernambuco) 6. Urarina (Shimacu, Itukale) 7. Warao (Guyana, Surinam, Venezuela) (Guarao) 8. Xokó (Brasilien: Alagoas, Pernambuco) 9. Xukurú (Brasilien: Pernambuco, Paraíba) 10. Yaghan (Chile) (Yagan, Yahgan, Yaghan, Yamana, Yámana) 11. Yaruro (Jaruro) 12. Yuracare (Bolivia) 13. Yuri (Colombia, Brasilien) (Jurí) 14. Yurumanguí (Colombia) (Yirimangi) |

### MexikoochCentralamerika

#### Språkfamiljer (Centralamerika)
1. Algiska språk (Nordamerika & Mexiko) (29)
2. Chibchaspråk (Centralamerika & Sydamerika) (22)
3. Comecrudan (Texas & Mexiko) (3)
4. Guaicurian  (8) Waikurian)
5. Jicaquean
6. Lencan
7. Mayaspråk (31)
8. Misumalpan
9. Mixe-zoquespråk (19)
10. Na-denespråk (Nordamerika & Mexiko) (40)
11. Oto-mangueaspråk (27)
12. Tequistlatecan (3)
13. Totonacspråk (2) Totonakiska språket
14. Uto-aztekiska språk (Nordamerika & Mexiko) (31)
15. Xincan
16. Yumanspråk (Nordamerika & Mexiko) (11)

#### Isolerade eller ej kategoriserade språk (Centralamerika)
1. Alagüilac (Guatemala)
2. Huetar (Costa Rica)

### Grönland,Kanada,USA

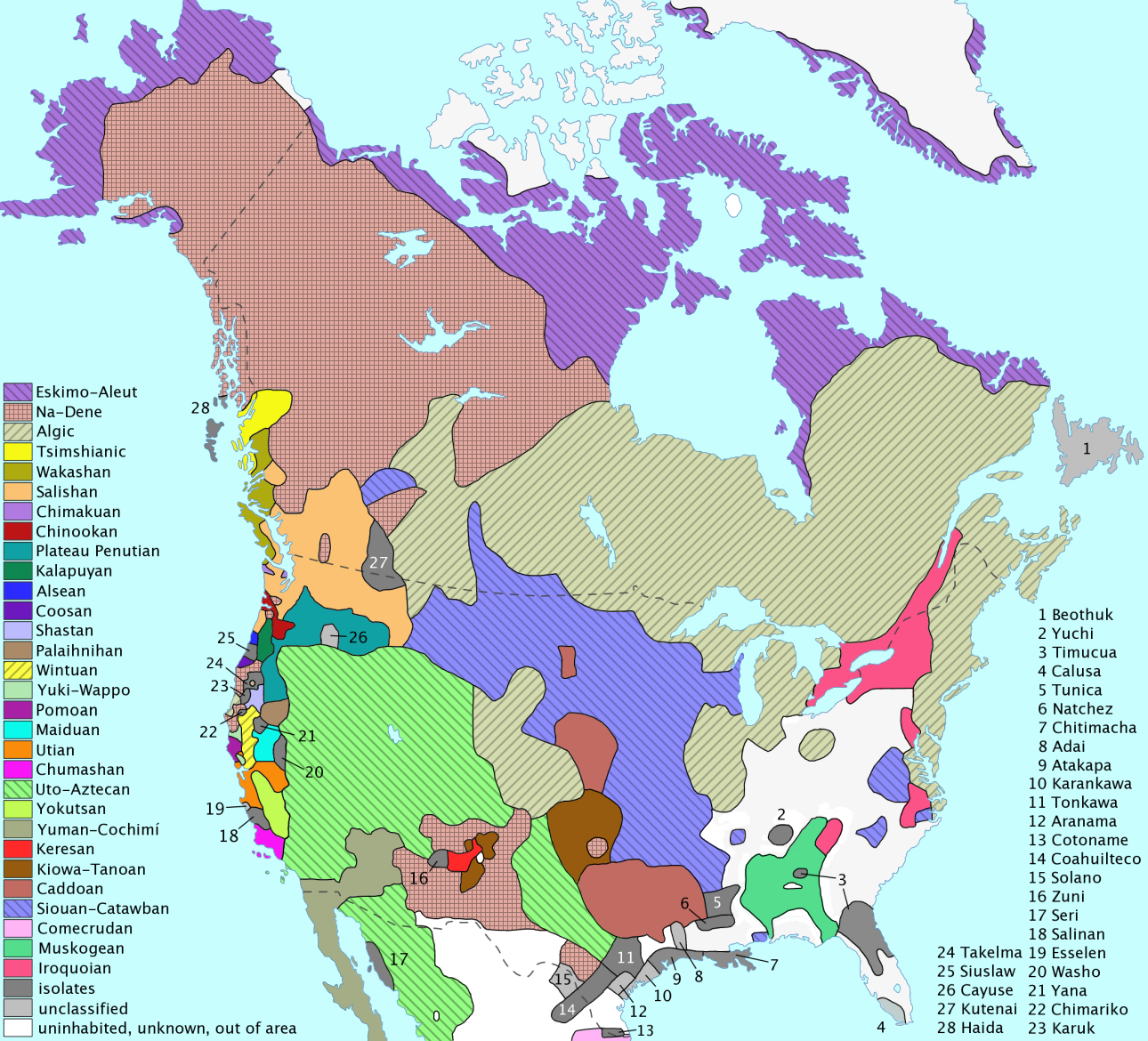
Nordamerikanska ursprungsspråk

Det talas ännu idag cirka 200 ursprungsspråk i USA och Kanada tillsammans. Detta utgör cirka två tredjedelar av de ursprungsspråk som talades där före tidpunkten för europeisk kontakt.

#### Status
Majoriteten av de 200 ursprungsspråk som talas i USA och Kanada är på väg att dö ut. Hos de flesta språk är talarna medelålders eller äldre, medan de yngre generationerna talar engelska. Många (en tredjedel av språken i USA och Kanada) har bara enstaka talare bland de allra äldsta. Bara 30 av de 200 språken i Kanada och USA förs vidare till barn.

##### Orsaker till språkdöd
Medan anledningen till att ursprungsspråk i Kanada och USA dog ut före 1900-talet främst torde ha varit att stammar helt upphörde att existera, ofta på grund av sjukdomar, så torde de främsta orsakerna till språkdöd från 1900-talet och framåt ha att göra med kulturell assimilation.
Med början på 1800-talet och fram t.o.m. andra halvan av 1900-talet blev de flesta barnen till urfolk i Kanada och USA tvingade att flytta från reservaten och sina föräldrar till internatskolor där de skulle anpassas till "det moderna samhället". Om de uramerikanska barnen på internatskolorna blev påkomna med att konversera på deras eget språk kunde de få munnarna "tvättade" med tvål eller bli slagna. När de sedan fick egna barn valde de att uppfostra dem på engelska så att de skulle slippa bli straffade i skolan.
En annan anledning till att uramerikanska föräldrar inte för vidare sitt eget språk till sina barn är att de anser att barnen kommer att ha bättre möjligheter i samhället om de behärskar engelska väl. 
Mithun (1999), Goddard (1996), Campbell (1997).

##### Många vill rädda språken
Det finns många olika projekt för att rädda eller i vissa fall återskapa ursprungsspråken. 
Ett exempel är Comanche-språket.

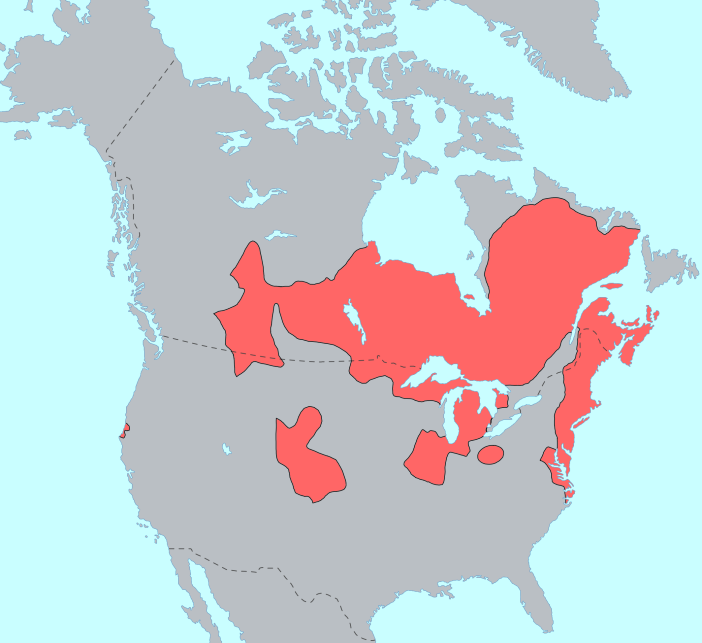
Algiska språk

| 1. Algiska språk (30) 2. Alsean (2) 3. Caddospråk (5) 4. Chimakuan (2) 5. Chinookan (3) 6. Chumashan (6) 7. Comecrudan (Nordamerika & Mexiko) (3) 8. Coosan (2) 9. Eskimåisk-aleutiska språk (7) 10. Irokesspråk (11) Irokesiska språk 11. Kalapuyan (3) 12. Keres (2) 13. Kiowa-Tanoan (7) 14. Maidu (4) 15. Muskogespråk (6) Muskogee 16. Na-denespråk (Nordamerika & Mexiko) (40) 17. Palaihnihan (2) 18. Plateau Penutispråk (4) (Shahapwailutan) 19. Pomo språk (7) 20. Saliska språk (23) Salishspråk 21. Shasta (4) 22. Siouxspråk (16) Siouspråk 23. Tsimshian (2) 24. Utispråk (12) 25. Uto-aztekiska språk (31) 26. Wakashspråk (6) 27. Wintun (4) 28. Yokuts (3) 29. Yumanspråk (11) | - Algiska språk - Wiyot - Yurok - Algonkinspråk - Arapaho - Arapaho - Besawunena - Gros Ventre (Atsina, språk) - Haʔanahawunena - Nawathinehena - Cheyenne (språk) - Cree - östlig - östlig Cree - Naskapi Innu-språk - Montagnais Innu - västra - Attikamekw - Östlig Swampy-Moose Cree - Plains Cree - Västlig Swampy Cree - Woods Cree - Menomini - Mesquakie-saukspråk (Sac och Fox) - Kickapoo - Mesquakie (Fox) - Sac - Miami-Illinois - Ojibwespråk (Chippewa) - Algonkin - Central Ojibwespråk - Northwest Ojibwespråk - östlig Ojibwespråk - Ottawa - Severn Ojibwespråk - Southwest Ojibwespråk - Potawatomi - Shawnee - Siksika, Svartfotsindianernas språk - Algonkinspråk - östlig - Abenaki-penobscotspråk (västra) - Abenaki (östlig) - Etchemin - Loupspråk - Maliseet-passamaquoddyspråk - Massachusett - Cowesit - Natick - Nauset - North Shore - Wampanoag - Mohikan - Mi'kmaq - Moheganspråk - Munsee - Nanticoke - Narragansett - Pamlico - Powhatan - Lenape - Quiripi-Naugatuck-Unquachog - Shinnecock - Michifspråk - blandspråk of Cree (Plainsdialekten) + Franska (blandspråk ≈ kreolspråk) | - Eskimåisk-aleutiska språk - Inuktitut - Irokesspråk - Cherokee - Utispråk - Mutsun - Uto-aztekiska språk - Syd-Uto-aztekiska språk - Sonora-språk - Tarahumaran-språk - Guarijio-språk - Huarijio 1. Adai (USA: Louisiana, Texas) 2. Atakapa (USA: Louisiana, Texas) 3. Beothuk (Kanada: Newfoundland) 4. Cayuse (USA: Oregon, Washington) 5. Chimariko (USA: Kalifornien) 6. Chitimacha (USA: Lousiania) 7. Coahuilteco (USA: Texas; nordöstra Mexiko) 8. Cotoname (nordöstra Mexiko; USA: Texas) 9. Cuitlatec (Mexiko: Guerrero) 10. Esselen (USA: Kalifornien) 11. Haida (Kanada: British Columbia; USA: Alaska) 12. Huave (Mexiko: Oaxaca) 13. Karankawa (USA: Texas) 14. Karok (Karuk) (USA: Kalifornien) 15. Kutenai (Kanada: British Columbia; USA: Idaho, Montana) 16. Maratino (nordöstra Mexiko) 17. Naolan (Mexiko: Tamaulipas) 18. Natchez (USA: Mississippi, Louisiana) 19. Purepecha (Mexiko: Michoacán) (tarask) 20. Quinigua (nordöstra Mexiko) 21. Salinan (USA: Kalifornien) 22. Seri (Mexiko: Sonora) 23. Siuslaw (USA: Oregon) 24. Solano (nordöstra Mexiko; USA: Texas) 25. Takelma (USA: Oregon) 26. Timucua (USA: Florida, Georgia) 27. Tonkawa (USA: Texas) 28. Tunica (USA: Mississippi, Louisiana, Arkansas) 29. Wappo (USA: Kalifornien) 30. Washo (USA: Kalifornien, Nevada) 31. Yana (USA: Kalifornien) 32. Yutchi (USA: Georgia, Oklahoma) 33. Yuki (USA: Kalifornien) 34. Zuni (Shiwi) (USA: New Mexico) |

##### Utispråk

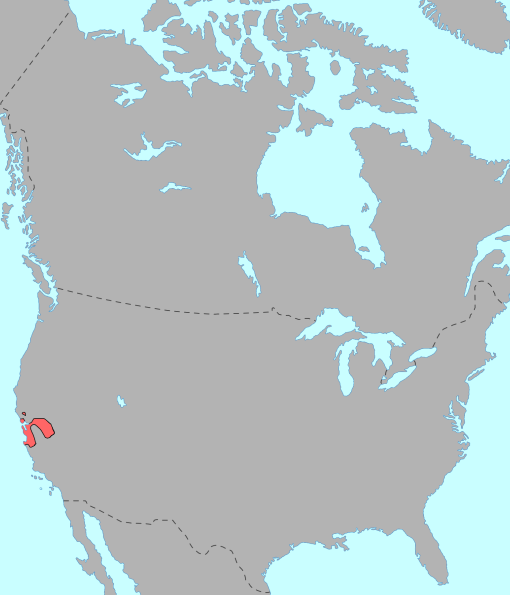
Utispråk

##### Uto-aztekiska språk

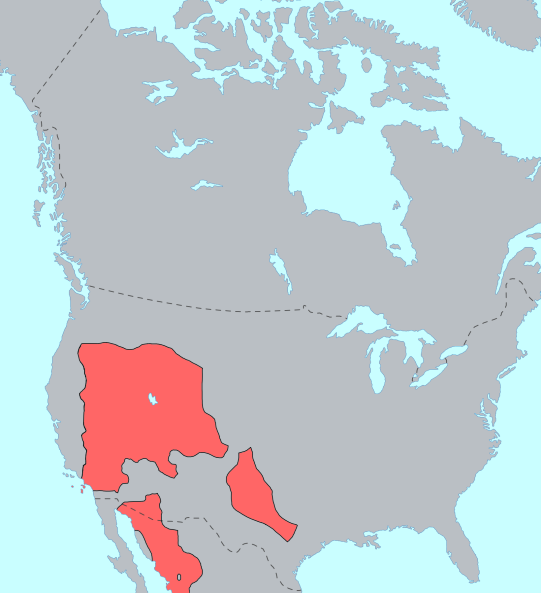
Uto-aztekiska språk

## Föreslagna språkfamiljer
- Algonkin-Golf   (= algiska språk + beothuk + golfspråk)
- Almosan   (= Algic+Kutenai+Salishan+Wakashan+Chimakuan)
- Almosan-Keresiouan (= Almosan+Keresiouan)
- Amerindiska språk   (= alla språk förutom Eskimo-aleutiska & Nadene)
- Aztec-Tanoan   (= Uto-Aztecan+Kiowa-Tanoan)
- Chibchan-Paezan
- Coahuiltecan   (= Coahuilteco+Cotoname+Comecrudan+Karankawa+Tonkawa)
- Dene-kaukasiska
- Golfspråk   (= Muskogee+Natchez+Tunica)
- Hokan   (= Karok+Chimariko+Shastan+Palaihnihan+Yana+Pomoan+Washo+Esselen+Yuman-Cochimí+Salinan+Chumashan+Seri+ Tequistlatecan)
- Hokan-Siouan   (= Hokan+Subtiaba-Tlappanec+Coahuiltecan+Yukian+Keresan+Tunican+Iroquoian+Caddoan+Siouan-Catawba+Yuchi+Natchez+Muskogean+Timucua)
- Keresiouan
- Macro-Carib
- Macro-Ge
- Macro-Mayan
- Macro-Panoan
- Macro-Siouan   (= Siouan+Iroquoian+Caddoan)
- Macro-Tucanoan
- Mosan   (= Salishan+Wakashan+Chimakuan)
- (Sapir) Nadene (including Haida)   (= Haida+Tlingit+Eyak+Athabaskan)
- Nostratic-Amerind
- Penutiska språk
  - Kalifornien Penutiska språk   (= Wintuan+Maiduan+Yokutsan+Utian)
  - Oregon Penutiska språk   (= Takelma+Coosan+Siuslaw+Alsean)
  - Mexiko Penutiska språk   (= Mixe-Zoque+Huave)
- Quechumaran
- Takelman   (= Takelma+Kalapuyan)
- Tunican   (= Tunica+Atakapa+Chitimacha)
- Wappo-Yukian   (= Wappo+Yukian)
- Yok-Utian   (= Yokutsan+Utian)

## Klassificeringshistoria

### Nordamerika

#### Gallatin (1836)
Språkfamiljer
1. Algonkin-Lenape  ( = Algonquian)
2. Athapascas  ( = Athabaskaspråk)
3. Catawban  ( = Catawban + Woccons)
4. Eskimaux  ( = Eskimåispråk)
5. Iroquois  ( = Nordliga Irokesspråk)
6. Cherokees  ( = Sydliga Irokesspråk)
7. Muskogee  ( = Östliga Muskogespråk)
8. Chahtas   ( = Västliga Muskogespråk)
9. Sioux

Språk
| 1. Adaize ( = Adai) 2. Attacapas ( = Atakapa) 3. Salmon River ( = Bella Coola) 4. Black Feet ( = Blackfoot) 5. Pawnees ( = Nordliga Caddoan) 6. Caddoes ( = Sydliga Caddoan) 7. Chinooks ( = Chinookan) 8. Chetimachas ( = Chitimacha) 9. Fall Indians ( = Gros Ventre) 10. Queen Charlotte's Island ( = Haida) | 11. Straits of Fuca ( = Makah) 12. Natches ( = Natchez) 13. Wakash ( = Nootka) 14. Salish 15. Shoshonees ( = Shoshone) 16. Atnahs ( = Shuswap) 17. Kinai ( = Tanaina) 18. Koulischen ( = Tlingit) 19. Utchees ( = Yuchi) |

#### Gallatin (1848)
Språkfamiljer
1. Algonquian
2. Athabaskaspråk
3. Catawban
4. Eskimåisk språk
5. Irokesspråk (Nordliga)
6. Irokesspråk (Sydliga)
7. Muskogespråk
8. Sioux

Språk
| 1. Adai 2. Alsean 3. Apache 4. Arapaho 5. Atakapa 6. Caddoan, Nordliga 7. Caddoan, Sydliga 8. Cayuse-Molala 9. Chinookan 10. Chitimacha 11. Comanche 12. Haida 13. Kalapuyan 14. Kiowa 15. Klamath 16. Koasati-Alabama 17. Kootenai | 18. Kutchin 19. Maricopa (Yuman) 20. Natchez 21. Palaihnihan 22. Plains Apache 23. Sahaptian 24. Salish 25. Shasta 26. Shoshone 27. Tanaina 28. Tlingit 29. Tsimshian 30. Ute 31. Wakashan, Sydliga 32. Wichita 33. Yuchi |

#### Powell (1891) "58"
| 1. Adaizan 2. Algonquian 3. Athabaskaspråk 4. Attacapan ( = Atakapa) 5. Beothukan ( = Beothuk) 6. Caddoan 7. Chimakuan 8. Chimarikan ( = Chimariko) 9. Chimmesyan ( = Tsimshian) 10. Chinookan 11. Chitimachan ( = Chitimacha) 12. Chumashan 13. Coahuiltecan 14. Copehan ( = Wintuan) 15. Costanoan 16. Eskimåisk språk 17. Esselenian ( = Esselen) 18. Irokesspråk 19. Kalapooian ( = Kalapuyan) 20. Karankawan ( = Karankawa) | 21. Keresan 22. Kiowan ( = Kiowa) 23. Kitunahan ( = Kutenai) 24. Koluschan ( = Tlingit) 25. Kulanapan ( = Pomoan) 26. Kusan ( = Coosan) 27. Lutuamian ( = Klamath-Modoc) 28. Mariposan ( = Yokutsan) 29. Moquelumnan ( = Miwokan) 30. Muskogespråk 31. Natchesan ( = Natchez) 32. Palaihnihan 33. Piman ( = Uto-Azetcan) 34. Pujunan ( = Maiduan) 35. Quoratean ( = Karok) 36. Salinan 37. Salish 38. Sastean ( = Shastan) 39. Shahaptian ( = Sahaptian) | 40. Shoshonean ( = Uto-Azetcan) 41. Siouan ( = Siouan-Catawba) 42. Skittagetan ( = Haida) 43. Takilman ( = Takelma) 44. Tañoan ( = Tanoan) 45. Timuquanan ( = Timucua) 46. Tonikan ( = Tunica) 47. Tonkawan ( = Tonkawa) 48. Uchean ( = Yuchi) 49. Waiilatpuan ( = Cayuse & Molala) 50. Wakashan 51. Washoan ( = Washo) 52. Weitspekan ( = Yurok) 53. Wishoskan ( = Wiyot) 54. Yakonan ( = Siuslaw & Alsean) 55. Yanan 56. Yukian 57. Yuman 58. Zuñian ( = Zuni) |

#### Sapir (1929): Encyclopædia Britannica
"Föreslagen indelning av ursprungsspråk norr om Mexixo (och vissa språk i Mexiko och Centralamerika)"
| I. Eskimåisk-aleutiska språk II. Algonkin-Wakashan 1. Algonkin-Ritwan (1) Algonkin (2) Beothuk (?) (3) Ritwan (a) Wiyot (b) Yurok 2. Kootenay 3. Mosan (Wakashan-Salish) (1) Wakashan (Kwakiutl-Nootka) (2) Chimakuan (3) Salish III. Nadene 1. Haida 2. Continental Nadene (1) Tlingit (2) Athabaskaspråk IV. Penutian 1. Californian Penutian (1) Miwok-Costanoan (2) Yokuts (3) Maidu (4) Wintun 2. Oregon Penutian (1) Takelma (2) Coast Oregon Penutian (a) Coos (b) Siuslaw (c) Yakonan (3) Kalapuya 3. Chinook 4. Tsimshian 5. Plateau Penutian (1) Sahaptin (2) Waiilatpuan (Molala-Cayuse) (3) Lutuami (Klamath-Modoc) 6. Mexican Penutian (1) Mixe-Zoque (2) Huave | V. Hokan-Siouan 1. Hokan-Coahuiltecan A. Hokan (1) Nordliga Hokan (a) Karok, Chimariko, Shasta-Achomawl (b) Yana (c) Pomo (2) Washo (3) Esselen-Yuman (a) Esselen (b) Yuman (4) Salinan-Seri (a) Salinan (b) Chumash (c) Seri (5) Tequistlatecan (Chontal) B. Subtiaba-Tlappanec C. Coahuiltecan (1) Tonkawa (2) Coahuilteco (a) Coahuilteco proper (b) Cotoname (c) Comecrudo (3) Karankawa 2. Yuki 3. Keres 4. Tunican (1) Tunica-Atakapa (2) Chitimacha 5. Iroquois (1) Irokesspråk (2) Caddoan 6. Östlig group (1) Siouan-Yuchi (a) Sioux (b) Yuchi (2) Natchez-Muskogian (a) Natchez (b) Muskogespråk (c) Timucua (?) VI. Aztec-Tanoan 1. Uto-Aztekan (1) Nahuatl (2) Piman (3) Shoshonean 2. Tanoan-Kiowa (1) Tanoan (2) Kiowa 3. Zuñi (?) |